# Amalia Tinto
Amalia Tinto (Torino, 7 agosto 1957) è un'allenatrice di ginnastica ritmica italiana allenatrice della nazionale tra gli anni ottanta e novanta.

## Biografia
Consegue nel 1979 il diploma ISEF e nel 1983 si abilita all'insegnamento dell'educazione fisica nella scuola media. Nel 1993 a Lione, presso l'Università Claude-Bernard, consegue il titolo di Maitrise en S.T.A.P.S. Nel 1999 ottiene il diploma di specializzazione in Scienze Motorie con indirizzo in "Attività Motorie nell’età prescolare e della scuola elementare". Attende il corso di laurea in Scienze Motorie presso la S.U.I.S.M. (2000) e in Scienze dell’Educazione, indirizzo Formatore (2003). Conclude gli studi con un corso di specializzazione scientifica post lauream, organizzato dalla scuola IAD, presso l'Università degli Studi di Roma Tor Vergata.

### Attività sportiva
Sin da giovane entra nel mondo della ginnastica ritmica, affiancando una delle capostipiti della disciplina, Maria Rosa Rosato. Partecipa, come assistente della Nazionale di ginnastica ritmica sportiva, ai campionati europei di Madrid (1978), Amsterdam (1980), Stavanger (1982), ai campionati mondiali di Londra (1979) e di Monaco di Baviera (1981) e alla coppa del mondo di Belgrado (1983).
Dal 1983 al 1996 è allenatrice responsabile della Nazionale, occupandosi della selezione delle atlete e della loro preparazione tecnica, fisica e coreografica, partecipando a otto edizioni dei campionati mondiali (Strasburgo 1983, Valladolid 1985, Varna 1987, Sarajevo 1989, Bruxelles 1992, Alicante 1993, Parigi 1994 e Budapest 1995), a  cinque dei campionati europei (Vienna 1984, Firenze 1986, Helsinki 1988, Goteborg 1990 e Praga 1995) e alla Coppa del Mondo di Bruxelles (1988). In queste competizioni allena le vincitrici di una medaglia di argento (mondiali 1992) e tre di bronzo (mondiali 1992 ed europei 1988 e 1990).
Nel 1999 lascia a Manuela Maccarani il ruolo di allenatrice della nazionale, assumendo gli incarichi di tecnico e giudice nazionale e direttrice di giuria regionale.

### Professione
Insegna sport tecnico-combinatori (ginnastica ritmica) presso la Struttura Universitaria di Igiene e Scienze Motorie dell'Università degli Studi di Torino e collabora con il Centro Ricerche della SUISM, con il Centro di Medicina dello Sport di Torino, con la FGI e altri enti. È, inoltre, formatrice sia in ambito scolastico come docente, che in ambito sportivo come tecnico e/o giudice.

## Riconoscimenti
- Riconoscimento quale Miglior tecnico dell’anno conferito dalla FGI, Roma 1990
- Premio “DONNA SPORT ‘93” categoria Tecnici, conferito dal Panathlon internazionale di Roma; cerimonia avvenuta in Campidoglio il 6 marzo 1993
- Riconoscimento per la categoria Tecnici conferito dal Comitato regionale Piemonte della FGI nell’anno 1992

## Pubblicazioni
È autrice di diverse pubblicazioni che spaziano dall’ambito scolastico a quello sportivo, tra le quali le seguenti monografie:
- M.R. Rosato – A. Tinto, Avviamento al lavoro collettivo, Edi Ermes, Milano, 1996; TESTO dotato di supporto
- M.R. Rosato – A. Tinto L’esercizio di squadra dell’Italia ai Campionati d’Europa, Ed. MAF, Torino, 2008